# Epitonium jousseaumei
Epitonium jousseaumei is een slakkensoort uit de familie van de Epitoniidae. De wetenschappelijke naam van de soort is voor het eerst geldig gepubliceerd in 1886 door de Boury.